# Landkreis Ehingen
Der Landkreis Ehingen war ein Landkreis in Baden-Württemberg, der im Zuge der Kreisreform am 1. Januar 1973 aufgelöst wurde.

## Geographie

### Lage
Der Landkreis Ehingen lag im Südosten Baden-Württembergs. 
Geographisch hatte er Anteil an der Schwäbischen Alb und dem nördlichen Alpenvorland. Durch das ehemalige Kreisgebiet fließt die Donau von West nach Ost. Die Kreisstadt Ehingen (Donau) lag etwa in der östlichen Mitte des Kreises.

### Nachbarkreise
Seine Nachbarkreise waren 1972 im Uhrzeigersinn beginnend im Norden Ulm, Biberach, Saulgau und Münsingen.

## Geschichte
Das Gebiet des Landkreises Ehingen gehörte vor 1800 überwiegend zu Vorderösterreich. Nach dessen Übergang an das Königreich Württemberg wurde 1806 das Oberamt Ehingen gebildet, das 1810 zur Landvogtei auf der Alb und ab 1818 zum Donaukreis gehörte. 1924 wurde der Donaukreis aufgelöst und 1934 wurde das Oberamt Ehingen in Kreis Ehingen umbenannt. 1938 wurde der Kreis Ehingen um einige Orte der Kreise Blaubeuren und Riedlingen vergrößert. 1945 kam der Landkreis Ehingen zum neugebildeten Land Württemberg-Hohenzollern, das 1952 im Bundesland Baden-Württemberg aufging. Von da an gehörte er zum Regierungsbezirk Südwürttemberg-Hohenzollern.
Durch die Gemeindereform der 1970er Jahre veränderte sich das Kreisgebiet in einem Fall. Am 1. Januar 1972 wurde die Gemeinde Ringingen in die Gemeinde Erbach (Donau) eingegliedert und kam dadurch zum Landkreis Ulm.
Mit Wirkung vom 1. Januar 1973 wurde der Landkreis Ehingen aufgelöst. Der überwiegende Teil kam mit dem Landkreis Ulm sowie einigen Gemeinden der Landkreise Biberach und Münsingen zum neuen Alb-Donau-Kreis. Einige Gemeinden im Süden des Landkreises Ehingen kamen zum vergrößerten Landkreis Biberach. Rechtsnachfolger des Landkreises Ehingen wurde der Alb-Donau-Kreis.

### Einwohnerentwicklung
Alle Einwohnerzahlen sind Volkszählungsergebnisse.
| Jahr               | Einwohner |
| ------------------ | --------- |
| 17. Mai 1939       | 32.616    |
| 13. September 1950 | 39.469    |

| Jahr         | Einwohner |
| ------------ | --------- |
| 6. Juni 1961 | 43.432    |
| 27. Mai 1970 | 50.689    |

## Politik

### Landrat
Die Landräte des Landkreises Ehingen 1938–1972:
- 1938–1945: Albert Bothner
- 1945–1946: August Renz (kommissarisch)
- 1946–1954: Vinzenz Gnann
- 1955–1972: Wilhelm Tauscher

Die Oberamtmänner von 1810 bis 1938 sind im Artikel Oberamt Ehingen dargestellt.

### Wappen
Das Wappen des Landkreises Ehingen zeigte in gespaltenem Schild vorne in Silber drei rote Schrägbalken, hinten in rot einen silbernen Balken. Das Wappen wurde dem Landkreis Ehingen am 31. Juli 1957 vom Innenministerium Baden-Württemberg verliehen.
Die Schrägbalken stehen für die Grafen von Berg und Schelklingen. Dieses Wappen findet sich auch im Wappen der Kreisstadt Ehingen. Die hintere Schildhälfte zeigt das Bindenschild und bringt damit die lange Zugehörigkeit des Kreisgebiets zu Vorderösterreich zum Ausdruck.

## Wirtschaft und Infrastruktur

### Verkehr
Durch das Kreisgebiet führte keine Bundesautobahn. Daher wurde er nur durch die Bundesstraßen 311, 465 und 492 sowie durch mehrere Landes- und Kreisstraßen erschlossen.

## Gemeinden
Zum Landkreis Ehingen gehörten ab 1938 zunächst 62 Gemeinden, davon 3 Städte.
Am 7. März 1968 stellte der Landtag von Baden-Württemberg die Weichen für eine Gemeindereform. Mit dem Gesetz zur Stärkung der Verwaltungskraft kleinerer Gemeinden war es möglich, dass sich kleinere Gemeinden freiwillig zu größeren Gemeinden vereinigen konnten. Den Anfang im Landkreis Ehingen machte am 1. August 1971 die Gemeinde Nasgenstadt, die in die Stadt Ehingen (Donau) eingegliedert wurde. In der Folgezeit reduzierte sich die Zahl der Gemeinden stetig, bis der Landkreis Ehingen schließlich am 1. Januar 1973 aufgelöst wurde.
Die größte Gemeinde des Landkreises war die Kreisstadt Ehingen (Donau). Die kleinste Gemeinde war Bechingen.
In der Tabelle stehen die Gemeinden des Landkreises Ehingen vor der Gemeindereform. Die Einwohnerangaben beziehen sich auf die Volkszählungsergebnisse in den Jahren 1961 und 1970.
| frühere Gemeinde       | heutige Gemeinde | heutiger Landkreis | Einwohner am 6. Juni 1961 | Einwohner am 27. Mai 1970 |
| ---------------------- | ---------------- | ------------------ | ------------------------- | ------------------------- |
| Allmendingen           | Allmendingen     | Alb-Donau-Kreis    | 2.299                     | 2.846                     |
| Altbierlingen          | Ehingen (Donau)  | Alb-Donau-Kreis    | 249                       | 306                       |
| Altheim                | Altheim          | Alb-Donau-Kreis    | 400                       | 452                       |
| Altsteußlingen         | Ehingen (Donau)  | Alb-Donau-Kreis    | 400                       | 407                       |
| Bach                   | Erbach           | Alb-Donau-Kreis    | 235                       | 321                       |
| Bechingen              | Riedlingen       | Biberach           | 131                       | 129                       |
| Berg                   | Ehingen (Donau)  | Alb-Donau-Kreis    | 385                       | 424                       |
| Dächingen              | Ehingen (Donau)  | Alb-Donau-Kreis    | 404                       | 443                       |
| Dietelhofen            | Unlingen         | Biberach           | 158                       | 139                       |
| Dietershausen          | Uttenweiler      | Biberach           | 177                       | 166                       |
| Dieterskirch           | Uttenweiler      | Biberach           | 223                       | 207                       |
| Donaurieden            | Erbach           | Alb-Donau-Kreis    | 360                       | 512                       |
| Ehingen (Donau), Stadt | Ehingen (Donau)  | Alb-Donau-Kreis    | 10.266                    | 13.437                    |
| Emeringen              | Emeringen        | Alb-Donau-Kreis    | 184                       | 176                       |
| Emerkingen             | Emerkingen       | Alb-Donau-Kreis    | 488                       | 525                       |
| Ennahofen              | Allmendingen     | Alb-Donau-Kreis    | 313                       | 279                       |
| Erbstetten             | Ehingen (Donau)  | Alb-Donau-Kreis    | 222                       | 250                       |
| Ersingen               | Erbach           | Alb-Donau-Kreis    | 493                       | 660                       |
| Frankenhofen           | Ehingen (Donau)  | Alb-Donau-Kreis    | 339                       | 331                       |
| Gamerschwang           | Ehingen (Donau)  | Alb-Donau-Kreis    | 256                       | 316                       |
| Granheim               | Ehingen (Donau)  | Alb-Donau-Kreis    | 332                       | 314                       |
| Griesingen             | Griesingen       | Alb-Donau-Kreis    | 639                       | 728                       |
| Grötzingen             | Allmendingen     | Alb-Donau-Kreis    | 248                       | 248                       |
| Grundsheim             | Grundsheim       | Alb-Donau-Kreis    | 261                       | 247                       |
| Hausen am Bussen       | Hausen am Bussen | Alb-Donau-Kreis    | 169                       | 160                       |
| Hausen ob Urspring     | Schelklingen     | Alb-Donau-Kreis    | 351                       | 342                       |
| Herbertshofen          | Ehingen (Donau)  | Alb-Donau-Kreis    | 210                       | 256                       |
| Heufelden              | Ehingen (Donau)  | Alb-Donau-Kreis    | 238                       | 261                       |
| Hundersingen           | Oberstadion      | Alb-Donau-Kreis    | 219                       | 201                       |
| Kirchbierlingen        | Ehingen (Donau)  | Alb-Donau-Kreis    | 490                       | 535                       |
| Kirchen                | Ehingen (Donau)  | Alb-Donau-Kreis    | 952                       | 984                       |
| Lauterach              | Lauterach        | Alb-Donau-Kreis    | 479                       | 439                       |
| Moosbeuren             | Oberstadion      | Alb-Donau-Kreis    | 407                       | 407                       |
| Mundeldingen           | Oberstadion      | Alb-Donau-Kreis    | 273                       | 258                       |
| Munderkingen, Stadt    | Munderkingen     | Alb-Donau-Kreis    | 3.435                     | 4.583                     |
| Mundingen              | Ehingen (Donau)  | Alb-Donau-Kreis    | 309                       | 321                       |
| Nasgenstadt            | Ehingen (Donau)  | Alb-Donau-Kreis    | 228                       | 290                       |
| Niederhofen            | Allmendingen     | Alb-Donau-Kreis    | 346                       | 369                       |
| Oberdischingen         | Oberdischingen   | Alb-Donau-Kreis    | 1.047                     | 1.325                     |
| Obermarchtal           | Obermarchtal     | Alb-Donau-Kreis    | 1.247                     | 1.196                     |
| Oberstadion            | Oberstadion      | Alb-Donau-Kreis    | 414                       | 430                       |
| Oberwachingen          | Uttenweiler      | Biberach           | 148                       | 144                       |
| Oggelsbeuren           | Attenweiler      | Biberach           | 535                       | 507                       |
| Öpfingen               | Öpfingen         | Alb-Donau-Kreis    | 662                       | 1.265                     |
| Rechtenstein           | Rechtenstein     | Alb-Donau-Kreis    | 255                       | 243                       |
| Reutlingendorf         | Obermarchtal     | Alb-Donau-Kreis    | 260                       | 242                       |
| Ringingen              | Erbach           | Alb-Donau-Kreis    | 805                       | 869                       |
| Rißtissen              | Ehingen (Donau)  | Alb-Donau-Kreis    | 942                       | 1.018                     |
| Rottenacker            | Rottenacker      | Alb-Donau-Kreis    | 1.676                     | 1.845                     |
| Rupertshofen           | Attenweiler      | Biberach           | 267                       | 281                       |
| Sauggart               | Uttenweiler      | Biberach           | 237                       | 218                       |
| Schaiblishausen        | Ehingen (Donau)  | Alb-Donau-Kreis    | 233                       | 254                       |
| Schelklingen, Stadt    | Schelklingen     | Alb-Donau-Kreis    | 3.321                     | 3.596                     |
| Schmiechen             | Schelklingen     | Alb-Donau-Kreis    | 813                       | 1.019                     |
| Uigendorf              | Unlingen         | Biberach           | 282                       | 231                       |
| Untermarchtal          | Untermarchtal    | Alb-Donau-Kreis    | 1.068                     | 1.068                     |
| Unterstadion           | Unterstadion     | Alb-Donau-Kreis    | 487                       | 519                       |
| Unterwachingen         | Unterwachingen   | Alb-Donau-Kreis    | 154                       | 141                       |
| Volkersheim            | Ehingen (Donau)  | Alb-Donau-Kreis    | 263                       | 237                       |
| Weilersteußlingen      | Allmendingen     | Alb-Donau-Kreis    | 202                       | 216                       |
| Zell                   | Riedlingen       | Biberach           | 151                       | 136                       |
| Zwiefaltendorf         | Riedlingen       | Biberach           | 395                       | 420                       |

## Kfz-Kennzeichen
Am 1. Juli 1956 wurde dem Landkreis bei der Einführung der bis heute gültigen Kfz-Kennzeichen das Unterscheidungszeichen EHI zugewiesen. Es wurde bis zum 31. Dezember 1972 ausgegeben.